# Strategie der Spannung (Italien)
Als Strategie der Spannung (italienisch strategia della tensione) wird eine seit 1990 vertretene Hypothese bezeichnet, nach der in den Anni di piombo zahlreiche Terroranschläge in Italien unter „falscher Flagge“ von italienischen Geheimdiensten, Rechtsextremisten und der Geheimloge Propaganda Due (P2) inszeniert worden seien. Diese sollen das Ziel gehabt haben, die öffentliche Meinung zu Ungunsten der politischen Linken zu manipulieren, insbesondere der Kommunistischen Partei Italiens.

## Terror als politisches Instrument

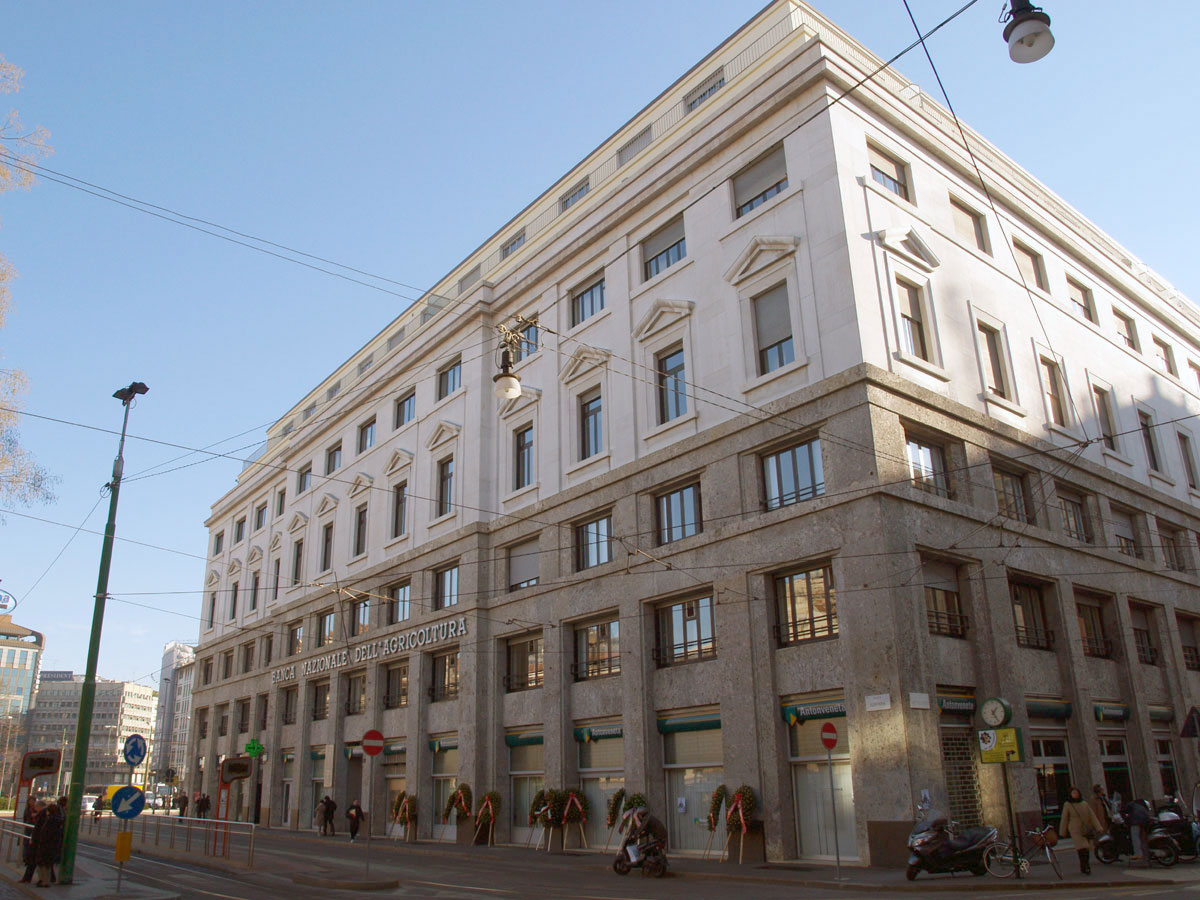
Gebäude der Landwirtschaftsbank an der Piazza Fontana in Mailand. Für das Bombenattentat auf die Bank 1969 mit 17 Toten wurde lange Zeit die extreme Linke verantwortlich gemacht. Später stellte sich heraus, dass die eigentlichen Täter Rechtsextremisten waren.

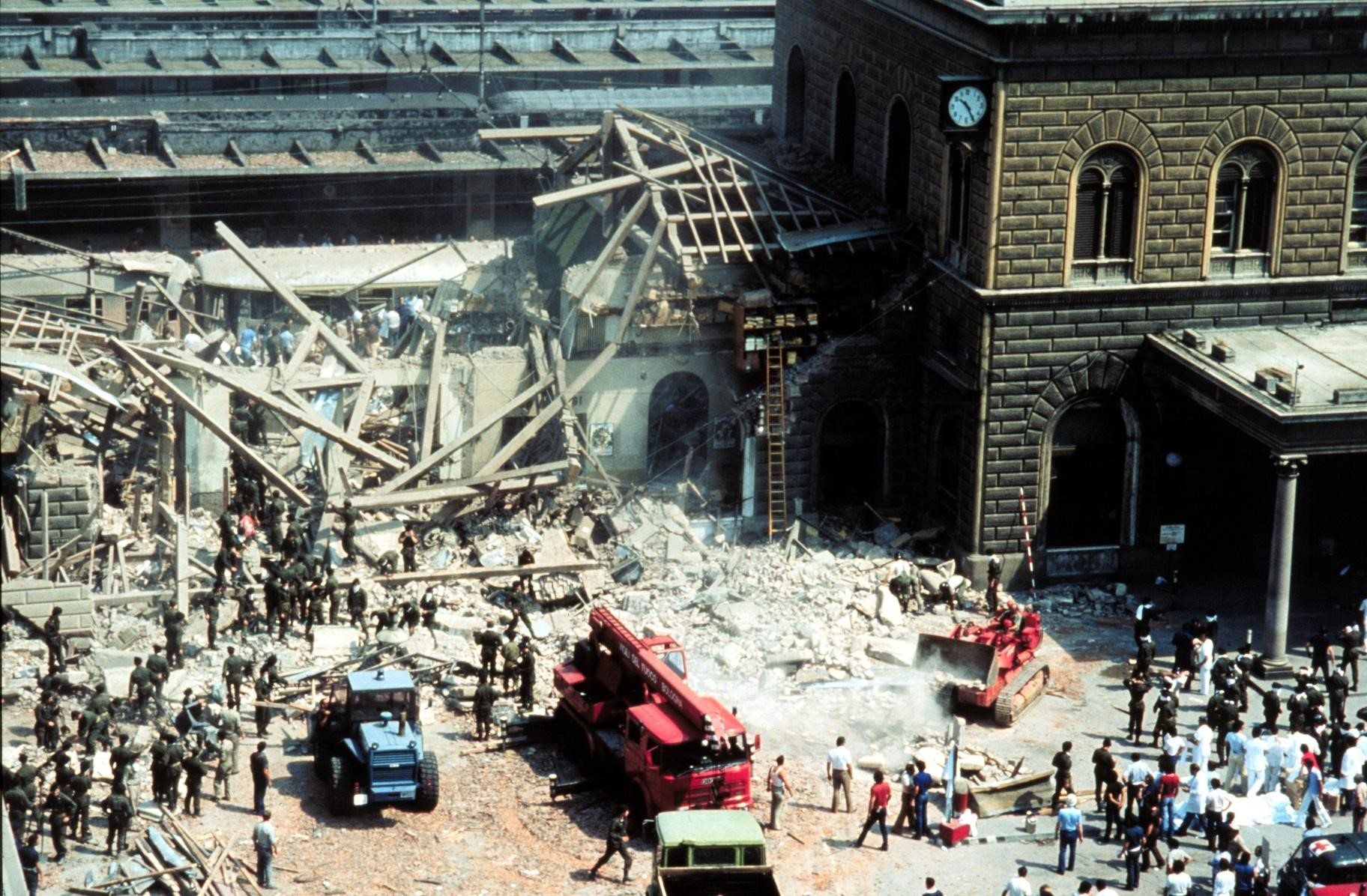
Zerstörter Hauptbahnhof von Bologna nach dem Bombenanschlag 1980, bei dem 85 Menschen starben.

1984 untersuchte der venezianische Untersuchungsrichter Felice Casson ein bis dahin ungeklärtes Bombenattentat im Jahr 1972. Fünf Carabinieri hatten damals einen nahe der Ortschaft Peteano an einer Landstraße abgestellten Fiat 500 untersucht. Als sie den Kofferraum öffneten, wurden drei der Beamten durch eine dadurch ausgelöste Bombenexplosion getötet. Für den Anschlag wurde die linksextreme Terrororganisation Rote Brigaden verantwortlich gemacht, die Täter wurden jedoch nie ermittelt. Casson fand zahlreiche auffällige Unstimmigkeiten in den früheren polizeilichen Ermittlungen, die auf gezielte Manipulation und Beweisfälschung deuteten. Schließlich führten ihn seine Ermittlungen auf die Spur des eigentlichen Täters, des Rechtsextremisten Vincenzo Vinciguerra, der ein umfangreiches und folgenreiches Geständnis ablegte.
Vinciguerra sagte aus, dass er von Personen aus dem Staatsapparat gedeckt worden sei und dass das Attentat Teil einer umfassenden Strategie gewesen sei, die Casson später als Strategie der Spannung bezeichnete. Casson ermittelte daraufhin weiter und deckte nach Recherchen in den Archiven des Militärgeheimdienstes SISMI die Existenz einer hochgeheimen komplexen Struktur innerhalb des italienischen Staates auf. Er bewies, dass Neofaschisten  von den 1960ern bis in die 1980er Jahre zahlreiche politisch motivierte Terroranschläge und Morde in Italien begangen hatten. Dabei hatte ein Netzwerk geheimdienstlicher Stellen durch Verbreitung von Falschinformationen und Fälschung von Beweisen dafür gesorgt, dass die Verbrechen linksextremen Terroristen zugeordnet wurden, vor allem den Roten Brigaden.
Diese Vorgehensweise zielte auf die Diskreditierung der in Italien traditionell starken Kommunistischen Partei, um deren Regierungsbeteiligung zu verhindern. Eine zentrale Rolle spielte dabei auch die Propaganda Due (P2) unter Licio Gelli.

## Ablauf
Die Terroranschläge wurden überwiegend von Mitgliedern der rechtsextremen Organisationen Ordine Nuovo und der davon abgespaltenen Nuclei Armati Rivoluzionari begangen.
- Am 12. Dezember 1969 verübte der Ordine Nuovo ein Bombenattentat auf der Piazza Fontana in Mailand, bei dem 17 Menschen getötet und 88 verwundet wurden.
- Am 22. Juli 1970 folgte das Attentat von Gioia Tauro auf den Zug von Rom nach Messina mit 6 Todesopfern und 100 Verwundeten.
- Am 31. Mai 1972 starben drei Carabinieri bei der Explosion einer Autobombe nahe der Ortschaft Peteano, die von Vincenzo Vinciguerra deponiert worden war.
- Im Mai 1974 wurden acht Teilnehmer einer antifaschistischen Demonstration in Brescia durch einen Anschlag mit Handgranaten umgebracht.
- Am 2. August 1980 verübten Francesca Mambro und Valerio Fioravanti den Anschlag von Bologna mit 85 Toten und über 200 Verletzten.
- Am 23. Dezember 1984 explodierte eine Bombe im italienischen  Rapido 904 während der Fahrt durch einen Tunnel. Sie tötete 27 Menschen und verletzte 180.

## Die Anschläge und ihre Folgen
Auf der Basis von Cassons Enthüllungen wurden durch gerichtliche Untersuchungen und eine staatliche Untersuchungskommission zahlreiche Terroranschläge neu untersucht. Durch die Anschläge waren mehr als 200 Menschen getötet und etwa 600 verletzt worden; der bekannteste war der Terroranschlag auf den Hauptbahnhof von Bologna 1980 mit 85 Toten und über 200 Verletzten. In der Folge wurden für eine Reihe von bis dahin meist den Roten Brigaden zugeschriebenen Terroranschlägen einige Rechtsextremisten zu langjährigen Haftstrafen verurteilt.